# Ariana (Region)

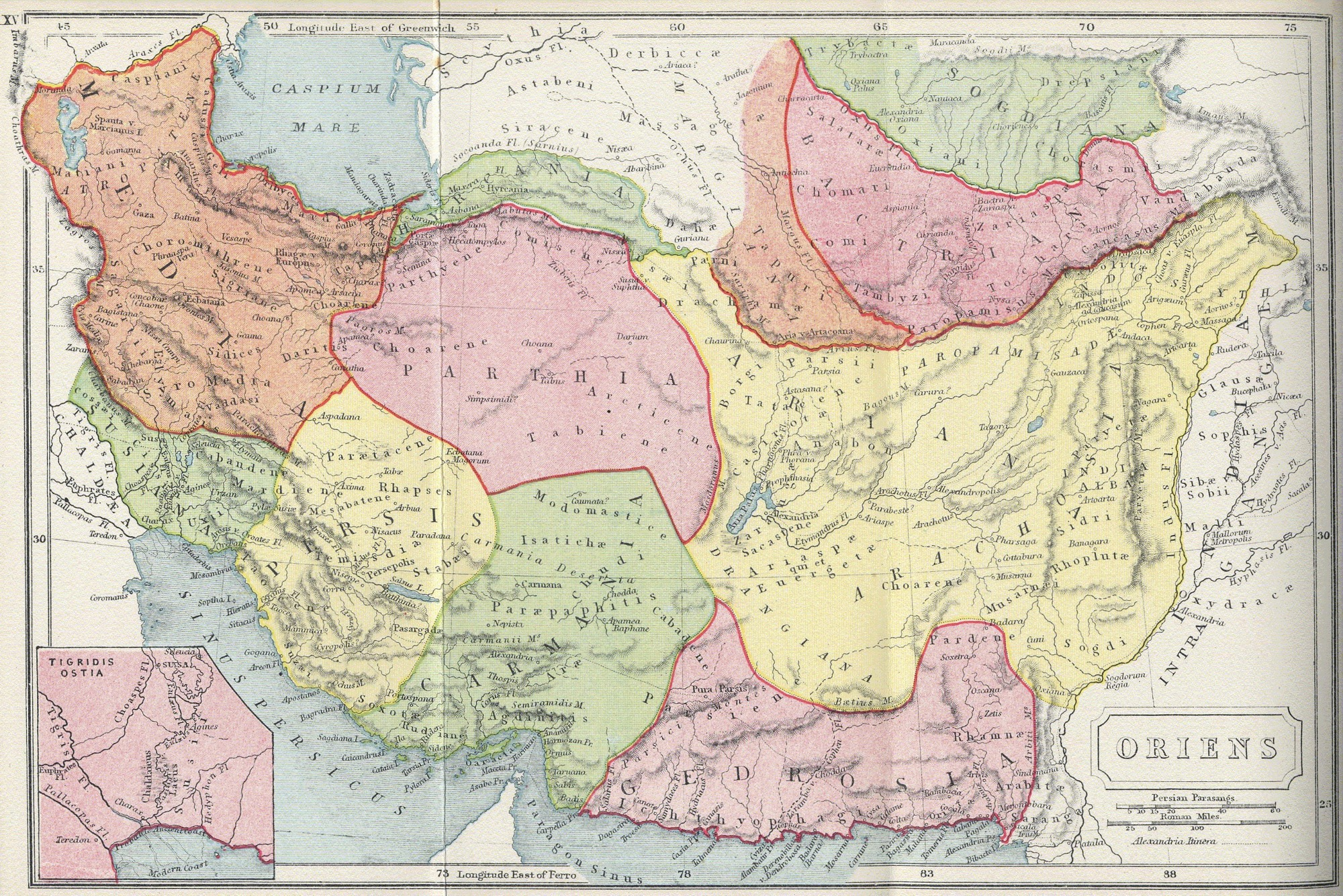
Ariana (gelb im Osten) basierend auf Eratosthenes’ Beschreibung

Ariana (griechisch Arianē, lateinisch Arianē, latinisiert Ariana, wörtlich: „Land der Arier“) ist ein Begriff, welcher vor allem unter den Seleukiden und zur Zeit der Parther sowie von griechischen und römischen Geografen für eine historische Region zwischen Persien und Indien, welches größtenteils dem Gebiet des heutigen Afghanistans entspricht, benutzt wurde. Eratosthenes bezeichnete die Einwohner Arianas als „Arier“. Diodor erwähnt zudem, dass Zarathustra Ahura Mazdas Gesetze den Arianoi (Einwohnern Arianas) gepredigt haben soll. Das historische Gebiet entspricht in etwa dem gesamten heutigen Afghanistan sowie Teilen des östlichen Iran.

## Etymologie
Der griechische Begriff „Arianē“ (Latein: „Ariana“) basiert auf dem im Avesta vorkommenden Begriff „Airiiana-“ bzw. Airyanem Vaejah, dem Namen des Mutterlandes des Zoroastrismus und der „arischen“ Völker. Die Griechen bezeichneten Haroyum/Haraiva (Herat), eine der Provinzen Arianas im heutigen West-Afghanistan, auch als „Aria“.
Die Wurzeln des Begriffs Ariana und dessen Einwohner Aria (Arier) sind auf die des indo-iranischen Begriffs Arier zurückzuführen.

## Geografie von Ariana

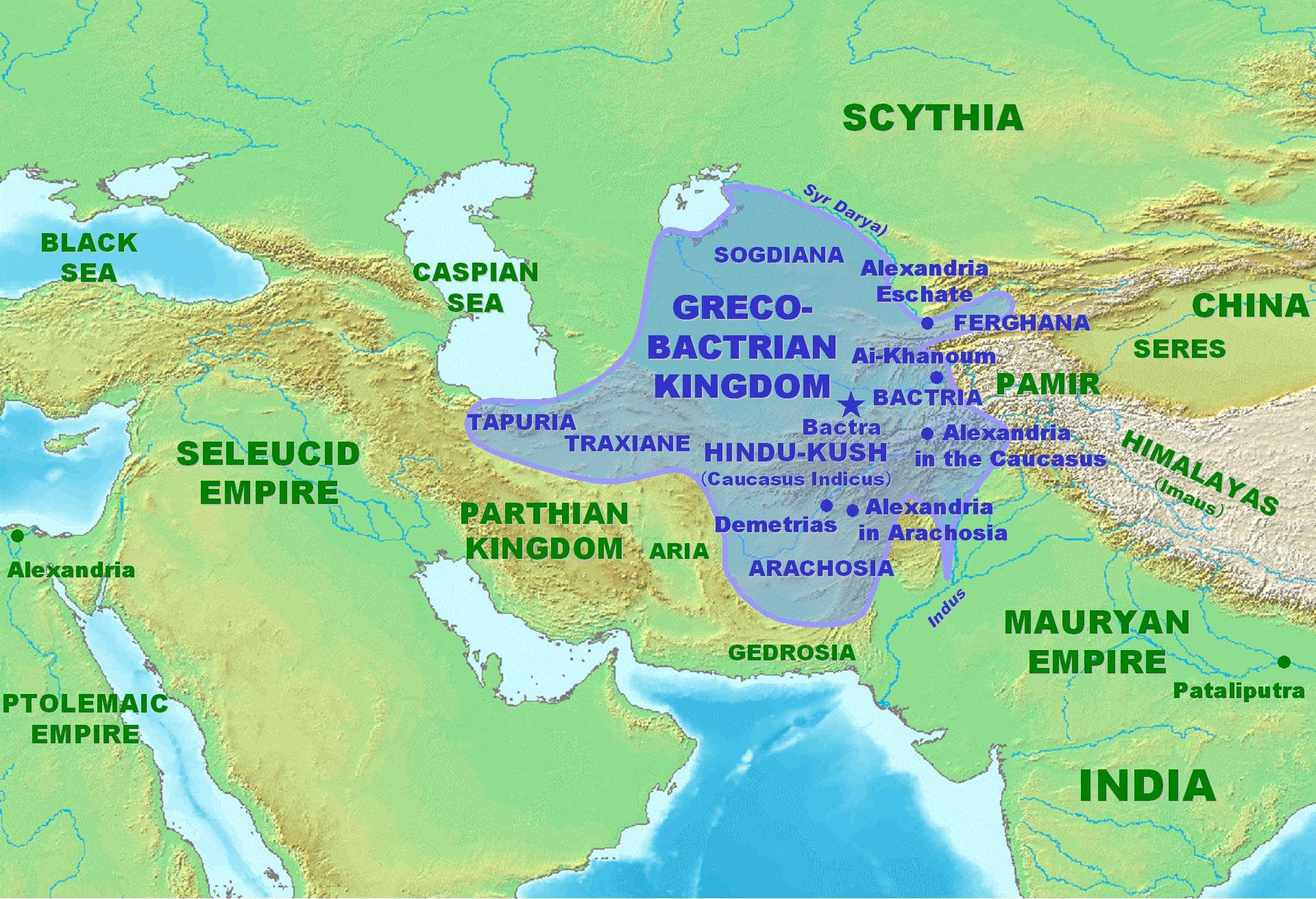
Laut Strabon wurden die Griechen „Herrscher über Ariana“, ein Bezug auf das Griechisch-Baktrische Reich

Die genauen Grenzen von Ariana sind in klassischen Quellen verschieden dargestellt, da oftmals eine Verwechslung mit der Provinz Aria, die nur einen Teil des gesamten Arianas ausmacht, vorkam. Als geografischer Begriff wurde Ariana von Eratosthenes eingeführt. Laut ihm bestand die Region aus folgenden Provinzen: Arachosien, Aria, Karmanien, Gedrosien, Drangiana, und Paropamisaden. In  Apollodor von Artemitas Definition gehört auch Baktrien zu Ariana; er bezeichnet es als „Ornament von Ariane als Ganzes“. Die ausführlichste Beschreibung dieser Region wurde von Strabon verfasst.
Strabons Definition ist im Groben ähnlich der des Eratosthenes, nur mit dem Unterschied, dass bei Strabon sowohl Baktrien als auch Sogdien zu Ariana gezählt werden. Eine ausführliche Beschreibung Arianas findet sich in Strabons Buch XV – „Persien, Ariana, Indien“, Kapitel 2, Abschnitte 1–9.

## Religion in Ariana
Die Provinzen Aria, Arachosien und Drangiana (heutiges West- und Süd-Afghanistan) waren hauptsächlich zoroastrisch geprägt. Vor allem das Gebiet Arachosien soll in der Entwicklung des Zoroastrismus eine sehr wichtige Rolle gespielt haben, so soll das Avesta erst durch Arachosien nach Persis gekommen sein, weshalb es auch von einigen als „zweites Vaterland des Zoroastrismus“ bezeichnet wird.